# Stepniczka
Stepniczka [stɛpˈnit͡ʂka] (tiếng Đức: Sandhof) là một ngôi làng thuộc khu hành chính của Gmina Stepnica, thuộc hạt Goleniów, West Pomeranian Voivodeship, ở phía tây bắc Ba Lan.
Làng có dân số 225.